# Coppa Papà Carlo 2010
La Coppa Papà Carlo 2010, già Gran Premio Nobili Rubinetterie, tredicesima edizione della corsa, prima con questa denominazione, si svolse il 19 giugno 2010 su un percorso di 178,8 km. La vittoria fu appannaggio dell'italiano Gianluca Brambilla, che completò il percorso in 4h29'36", precedendo gli italiani Francesco Bellotti e Matteo Montaguti.
Sul traguardo di Arona 46 ciclisti portarono a termine la competizione.

## Ordine d'arrivo (Top 10)
| Pos. | Corridore          | Squadra       | Tempo    |
| ---- | ------------------ | ------------- | -------- |
| 1    | Gianluca Brambilla | Colnago       | 4h29'36" |
| 2    | Francesco Bellotti | Liquigas      | a 2"     |
| 3    | Matteo Montaguti   | De Rosa       | s.t.     |
| 4    | Riccardo Chiarini  | De Rosa       | a 5"     |
| 5    | Travis Meyer       | Garmin        | s.t.     |
| 6    | Luca Zanasca       | CDC-Cavaliere | a 12"    |
| 7    | Fabrice Piemontesi | Androni Gioc. | a 14"    |
| 8    | Alessandro Donati  | Acqua & Sap.  | a 18"    |
| 9    | Bartosz Huzarski   | ISD-Neri      | a 22"    |
| 10   | Danny Pate         | Garmin        | a 25"    |